# Кархинен, Ханна
Ханна Кархинен (фин. Hanna Karhinen), урождённая Йоханна София Анделин (фин. Johanna Sofia Andelin; 16 июня 1878, Выборг — 27 сентября 1938) — финский политик, член Социал-демократической партии Финляндии, а затем Коммунистической партии Финляндии. Она была членом парламента Финляндии с 1913 по 1916 год. Во время Гражданской войны в Финляндии 1918 года Кархинен входила в состав Верховного совета рабочих Финляндии и была комиссаром внутренних дел в Совете народных уполномоченных Финляндии. Кархинен была казнена в 1938 году.

## Биография

### Ранние годы
Родилась 16 июня 1878 года в Выборге (современная Россия), в семье Йохана Фредрика Анделина (1851—1878), сапожника из Йоэнсуу (нынешняя Финляндия), и Йоханны Натальи Мальмстрём (1839—1923), уроженки Хейнолы. Отец умер всего за неделю до её рождения. О детстве Кархинен известно немногое, например, что она училась в начальной и церковной школе в Санкт-Петербурге, где изучала русский язык. В 1899 году Кархинен вышла замуж и переехала в Терийоки (современный Зеленогорск).

### Политическая деятельность
В 1902 году Кархинен, будучи домохозяйкой, вступила в Социал-демократическую партию Финляндии, а через год была избрана председателем женского отделения Терийокского рабочего союза. Она также являлась членом Федерального совета Социал-демократического союза женщин и помогала в издании «Женщины-работницы». Кроме того, Кархинен писала образовательные брошюры для женщин, в которых излагала современные взгляды на воспитание детей и советовала работающим женщинам участвовать в муниципальной политике. На парламентских выборах 1913 года Кархинен была избрана в финский парламент, повторно переизбравшись в 1916 году, но потеряв место в нём по итогам выборов, прошедших в октябре 1917 года.

### Гражданская война в Финляндии
Во время Гражданской войны в Финляндии, начавшейся в 1918 году, Кархинен работала в Хельсинки секретарём и переводчиком в отделе внутренних дел Совета народных уполномоченных Финляндии. Она также была избрана в Верховный совет рабочих и стала председателем комитета по общим вопросам Совета народных уполномоченных. Кархинен вошла в состав этого совета в связи с его реорганизацией 11 марта, когда она стала вторым комиссаром внутренних дел наряду с Матти Айролой.
После того, как Совет народных уполномоченных переехал в Выборг в начале апреля, Кархинен отправилась с восемью делегатами в Советскую Россию, откуда вернулась 20 апреля. Цель этой поездки остаётся неясной, но, по некоторым сведениям, Кархинен и её подруга Хилья Пярссинен должны были перевезти в Петроград крупную сумму средств из Банка Финляндии. После возвращения Кархинен покинула Совет народных уполномоченных, так как не поддержала решение об отправке призывников на фронт.

### В Швеции и США
По окончании битвы за Выборг в апреле 1918 года Кархинен снова бежала в Россию, где осенью в Москве вступила в Коммунистическую партию Финляндии. С декабря 1918 года Кархинен в течение двух лет находилась в Швеции в качестве политической беженки.
В 1920 году по инициативе финского политика Юрьё Сиролы Кархинен была направлена в США в качестве представителя Коминтерна для проведения просветительской работы среди американцев финского происхождения. Кархинен, использовавшая псевдоним «Анна Леппянен», сначала работала в журнале Forward на Восточном побережье США, а затем в журнале Toveritar в Астории (штат Орегон). Кроме того, она была спикером Американской социалистической организации до её роспуска в 1921 году. Кархинен проживала в США до 1926 года.

### В СССР
В 1926 году Кархинен обосновалась в СССР, где занималась государственной и партийной работой в Карельской АССР: первоначально заведующей женским отделом уездного комитета партии, а с 1927 года — переводчицей в Наркомпросе.
В 1936 году Кархинен была исключена из партии по обвинению в связях с врагами. По-видимому, причиной послужила её переписка с дочерью, которая в 1934 году переехала в Стокгольм с мужем и сыном. В июне 1938 года, в период Большого террора, Кархинен была арестована и обвинена в участии в подпольной контрреволюционной деятельности. Казнена под Олонцом 27 сентября 1938 года.
В 1989 году Кархинен была реабилитирована по Указу Президиума Верховного Совета СССР от 16.01.1989 года.

## Семья
В 1899 году Ханна вышла замуж за Туомаса Туомаанпойку Кархинена (р. 1867), офицера железнодорожной полиции из Ряйсяли. У них родилась дочь Вира Муберг. Брак распался в 1913 году.